# 曼谷民俗博物館

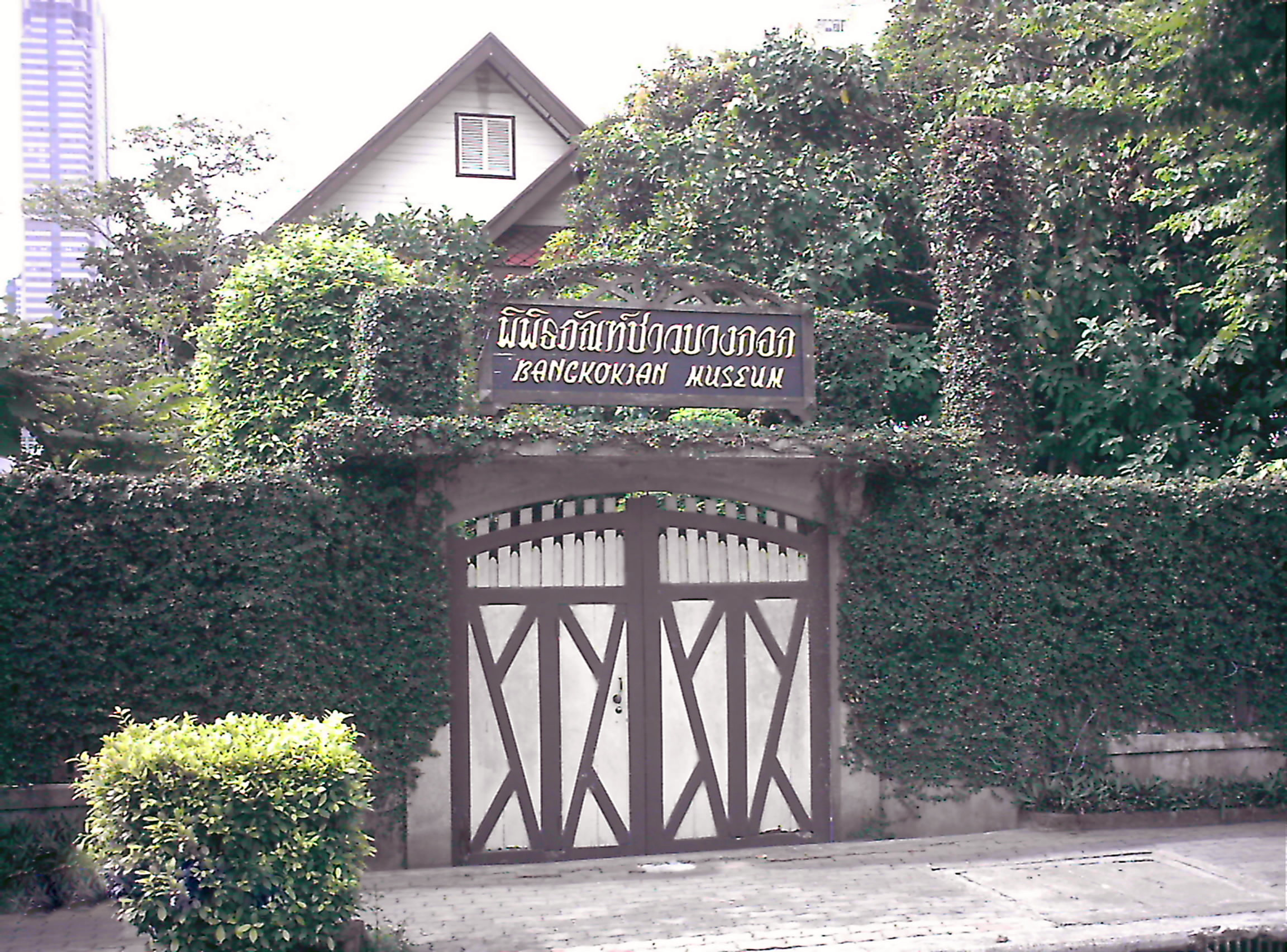
曼谷民俗博物館的大門

曼谷民俗博物館（英文：Bangkokian Museum或Bangkok Folk Museum）位於泰國的首都曼谷之挽叻縣的四丕耶區之石龍軍路的石龍軍四十三街273號。它是Ajarn Waraporn Surawadi夫人的2,000平方公呎之私人物業，1992年2月25日開放給民眾欣賞。它反映在1937年至1957年期間，曼谷的中產階級之生活方式，一個有趣的角落為舊時代的廚房。這三棟被樹叢及花卉包圍的木造房屋描繪出20世紀50年代及60年代的曼谷之歷史。

## 建築及藏品
- 第一棟房子建於1937年，為紅瓦頂西式兩層建築，原來是Surawadi家族的家，主要展示傢俱、家用器皿、文具、機械及手工業工具。
- 第二棟房子建於1929年。原本位於Mohammek區，被遷移到此再重組，主要展示醫療設備。
- 第三棟房子為兩層高的八房單位，從前作出租之用。將來會裝修成為一座社區圖書館。

## 開放時間
- 星期三至星期日：早上10:00至下午16:00。